# Olibrus consanguineus
Olibrus consanguineus là một loài bọ cánh cứng trong họ Phalacridae. Loài này được Péringuey miêu tả khoa học năm 1892.